# Epedanellus
Epedanellus is een geslacht van hooiwagens uit de familie Epedanidae. De wetenschappelijke naam Epedanellus is voor het eerst geldig gepubliceerd door Roewer in 1911. Een junior subjectief synoniem is Strisilvea Roewer 1927 in Kury et al. 2020.

## Soorten
Epedanellus is monotypisch en omvat slechts de volgende soort:
- Epedanellus tuberculatus